# Raphionacme galpinii
Raphionacme galpinii är en oleanderväxtart som beskrevs av Rudolf Schlechter. Raphionacme galpinii ingår i släktet Raphionacme och familjen oleanderväxter. Inga underarter finns listade i Catalogue of Life.